# 奥尔姆新城
奥尔姆新城（法語：Villeneuve-d'Olmes，法語發音：[vilnœv dɔlm]）是法国阿列日省的一个市镇，属于富瓦区。

## 地理
奥尔姆新城（42°54'27"N, 1°49'13"E）面积5.92 平方千米，位于法国奧克西塔尼大區阿列日省，该省份为法国西南部内陆省份，西部和北部与上加龙省接壤，东临奥德省，东南至东比利牛斯省接壤，南与安道尔和西班牙接壤。
与奥尔姆新城接壤的市镇（或旧市镇、城区）包括：拉沃拉内、蒙费里耶、佩雷耶、罗克菲克萨德。

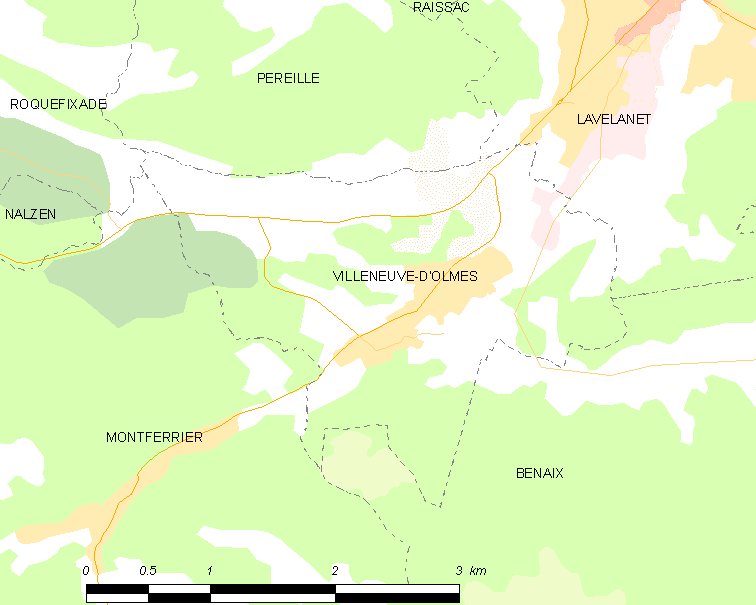
奥尔姆新城的OSM定位图

奥尔姆新城的时区为UTC+01:00、UTC+02:00（夏令时）。

## 行政
奥尔姆新城的邮政编码为09300，INSEE市镇编码为09336。

## 政治
奥尔姆新城所属的省级选区为奥尔姆地区县。

## 人口

1962-2008年间奥尔姆新城人口变化图示

奥尔姆新城于2022年1月1日时的人口数量为962人。